# Phoebe mafra
Phoebe mafra là một loài bọ cánh cứng trong họ Cerambycidae.